# Dioscorea tenebrosa
Dioscorea tenebrosa är en enhjärtbladig växtart som beskrevs av Conrad Vernon Morton. Dioscorea tenebrosa ingår i släktet Dioscorea och familjen Dioscoreaceae. Inga underarter finns listade i Catalogue of Life.